# Polyalthia sublanceolata
Polyalthia sublanceolata este o specie de plante din genul Polyalthia, familia Annonaceae. A fost descrisă pentru prima dată de Friedrich Anton Wilhelm Miquel, și a primit numele actual de la Elmer Drew Merrill. Conform Catalogue of Life specia Polyalthia sublanceolata nu are subspecii cunoscute.